# КАМАЗ-53215
КАМАЗ-53215 — российский крупнотоннажный грузовой автомобиль второго поколения, выпускаемый Камским автомобильным заводом (КАМАЗ) с 2001 года. Является преемником модели первого поколения КАМАЗ-5320.

## Технические характеристики
- Колёсная формула — 6 × 4
- Весовые параметры и нагрузки, а/м
  - Снаряженная масса а/м, кг — 8350
  - Масса перевозимого груза, кг — 10000
  - Полная масса, кг — 19650
- Двигатель
  - Модель — КАМАЗ-740.31-240 (Евро-2)
  - Тип — дизельный с турбонаддувом
  - Мощность кВт(л.с.) — 176(240)
  - Расположение и число цилиндров — V-образное, 8
  - Рабочий объём, л — 10,85
- Коробка передач
  - Тип — механическая, пятиступенчатая с делителем / главная передача -5.43
- Кабина
  - Тип — расположенная над двигателем, с высокой крышей или с низкой крышей
  - Исполнение — без спального места или со спальным местом
- Колеса и шины
  - Тип колес — дисковые
  - Тип шин — пневматические, камерные
  - Размер шин — 10.00 R20 (280 R508)
- Общие характеристики
  - Максимальная скорость не менее, км/ч — 90
  - Угол преодол. подъема, не менее, % — 25
  - Внешний габаритный радиус поворота, м — 9,8

## В игровой и сувенирной индустрии
21.06.2014 модель КАМАЗ-53215 (НефАЗ-6606) в масштабе 1\43 вышла в рамках проекта "Автомобиль на службе" (№69)